# Astragalus sanctorum
Astragalus sanctorum är en ärtväxtart som beskrevs av Rupert Charles Barneby. Astragalus sanctorum ingår i släktet vedlar, och familjen ärtväxter. Inga underarter finns listade i Catalogue of Life.